# Českomoravský cement
Českomoravský cement, a.s. je největším výrobcem cementu v České republice a součástí nadnárodní skupiny HeidelbergCement.

## Historie
Českomoravský cement, a.s. vznikl sloučením společností Cement Bohemia a Cementárny a vápenky Mokrá v roce 1998. Společnost je součástí předního světového výrobce stavebních materiálů HeidelbergCement Group. Ve společnosti Českomoravský cement, a.s. jsou začleněny podniky:
- závod Mokrá
- Cementárna Maloměřice (zrušena 1998)
- závod Radotín
- prodejní terminál Králův Dvůr
- lom Mokrá

V cementárně Králův Dvůr byly ukončena výroba v roce 2003, v provozu je balicí linka a je zde zabezpečena expedice baleného a volně loženého cementu. V cementárně Maloměřice, která byla dceřiným závodem, byla ukončena výroba v roce 1998. Vápenka Mokrá byla prodána v roce 2003. Výroba cementu je soustředěna do dvou závodů a to v Praze-Radotíně a v Mokré nedaleko Brna. Sortiment zahrnuje cementy portlandské, struskové, s vápencem, portlandské směsné a vysokopecní, síranovzdorný s nízkým hydratačním teplem atd. Cement je dodáván autocisternami, železničními vozy nebo nákladními automobily.
Sortiment:
- balený
- cement portlandský CEM I 42,5 R a
- portlandský směsný cement CEM II/B-M (S-LL) 32,5 R
- CEM III/B 32,5 L-LH/SR – vysokopecní cement s nízkým hydratačním teplem, síranovzdorný
- CEM II/A-LL 52,5 R white – bílý portlandský cement s vápencem

- volně ložený cement
- CEM II/A-LL 52,5 R – portlandský cement s vápencem
- CEM I 42,5 R – portlandský cement
- CEM I 42,5 R (sc) – portlandský cement pro cementobetonové kryty vozovek
- CEM II/A-LL 42,5 R – portlandský cement s vápencem
- CEM II/A-S 42,5 R – portlandský struskový cement
- CEM II/B-M (S-LL) 42,5 N – portlandský směsný cement
- CEM II/B-M (V-LL) 32,5 R – portlandský směsný cement
- CEM II/B-S 32,5 R – portlandský struskový cement
- CEM III/B 32,5 L-LH/SR – vysokopecní cement s nízkým hydratačním teplem, síranovzdorný